# هارولد اسمدویک
هارولد اسمدویک (نروژی: Harald Smedvik; ۲۸ مارس ۱۸۸۸ – ۱ ژانویهٔ ۱۹۵۶) ژیمناست هنری اهل نروژ بود.